# Antoine-François Marmontel

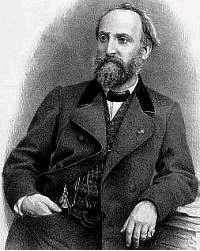
Antoine-François Marmontel.

Antoine-François Marmontel, född den 16 juli 1816 i Clermont-Ferrand, död den 17 januari 1898 i Paris, var en fransk musikskriftställare och tonsättare, far till Antonin Marmontel.
Marmontel, som varit elev av Halévy och Le Sueur i komposition samt av Zimmermann i piano, var 1848–1887 högt ansedd pianoprofessor vid Pariskonservatoriet. Till hans lärjungar hörde bland andra Wieniawski, Paladilhe, Duvernoy, Bizet och Dubois). 
Marmontel komponerade en mängd etyder och andra instruktiva pianoverk samt sonater, nocturner, serenader, danser, karaktärs- och salongstycken samt gjorde sig bemärkt som skriftställare med L'art classique et moderne du piano (2 band, 1876; 2:a upplagan 1886), Les pianistes celebres (1878), Symphonistes et virtuoses (1881), Virtuoses contemporains (1882), Elements d'esthétique musicale (1884) och Histoire du piano (1885).